# William Goldman
William Goldman (12. srpna 1931, Highland Park, Chicago – 16. listopadu 2018, New York) byl americký spisovatel a scenárista. Jeho starší bratr James Goldman je také autorem úspěšných divadelních her a filmových scénářů.

## Život
Pocházel z židovské rodiny. Když mu bylo patnáct let, vzal si jeho otec, neúspěšný podnikatel v zásilkovém obchodě. život. Vystudoval umění na Oberlin College v Ohiu a na Kolumbijské univerzitě v New Yorku. pracoval jako úředník v Pentagonu a také učil na střední škole. Nakonec se však stal úspěšným spisovatelem a filmovým scenáristou.

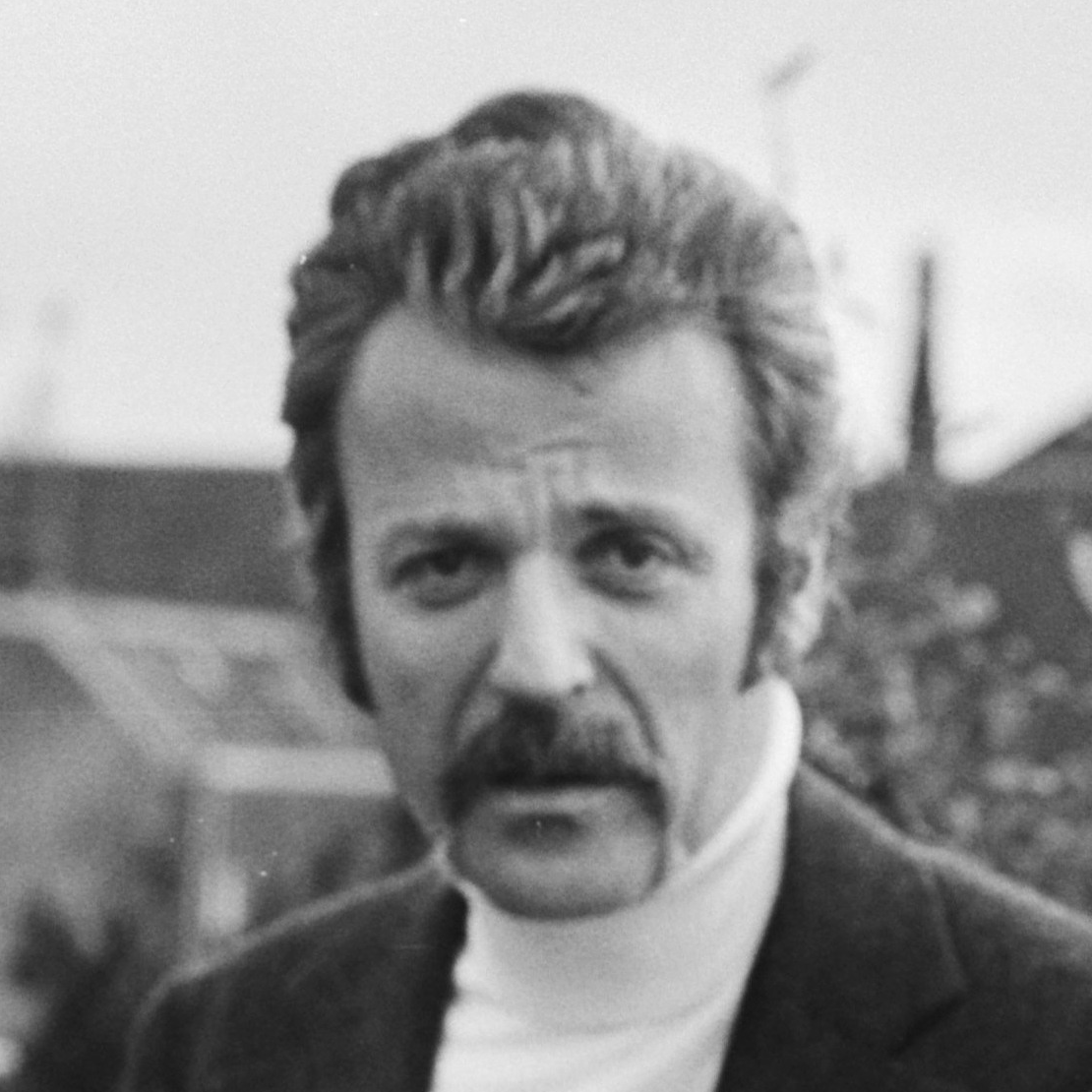
Willam Goldman roku 1976

Napsal několik povídek a řadu úspěšných románů. Debutoval prózou Zlatý chrám roku 1957. k dalším úspěšným knihám patří například Voják v dešti, Takhle se s dámou nejedná, Maratónský běžec nebo Kouzlo. Je také autorem několika knih o zákulisí filmového průmyslu.
Roku 1961 se oženil s Ilene Jonesovou, se kterou měl dvě dcery. Po třicetiletém manželství se však pár rozvedl.
Od poloviny šedesátých let psal filmové scénáře. Získal dva Oscary: za scénář filmu Butch Cassidy a Sundance Kid) a za adaptaci knihy Boba Woodwarda a Carla Bernsteina Všichni prezidentovi muži o aféře Watergate. Patřil k jedněm z nejlépe placených "script doctors." Většinou anonymně pomáhal s úpravami scénářů jiných tvůrců. Příkladem za všechny může být úspěšný Dobrý Will Hunting, který přepracoval ke spokojenosti producentů, ale v titulcích nebyl uveden. Za své celoživotní dílo byl roku 1985 vyznamenán americkým cechem scenáristů (Writers Guild of America). a roku 1990 i britským (Writers Guild of Great Britain)
Goldman zemřel roku 2018 kvůli komplikacím v důsledku rakoviny tlustého střeva a zápalu plic.

## Výběrová bibliografie

### Romány
- The Temple of Gold (1957, Chrám zlata), příběh dospívajícího chlapce na americkém středozápadě, autorův první román.
- Your Turn to Curtsy, My Turn to Bow (1958).
- Soldier in the Rain (1960, Voják v dešti).
- Boys and Girls Together (1964).
- No Way to Treat a Lady (1964], Takhle se s dámou nejedná), thriller.
- The Thing of It Is... (1967).
- Father's Day (1971, Den otců), pokračování románu The Thing of It Is.
- The Princess Bride (1973, Princezna nevěsta), fantasy o chudém farmářském chlapci a královské dceři, kteří si museli svou lásku vybojovat, jako autora textu uvádí Goldman S. Morgensterna.
- Marathon Man (1974, Maratónský běžec), thriller o mladíkovi, který se nevědomky připlete do cesty nacistickému válečnému zločinci snažícímu se získat zásilku drahocenných diamantů.
- Wigger (1974), román pro děti.
- Magic (1976, Kouzlo), psychologický horor.
- Tinsel (1979).
- Control (1982).
- The Silent Gondoliers (1983, Tiší gondoliéři), pod pseudonymem S. Morgenstern.
- The Color of Light (1984, Barva světla), silně auto biografický román.
- Heat (1985, Žár), thriller.
- Brothers (1986, Bratři), pokračování románu Maratonec, autorův poslední román.

### Divadelní hry
- Blood, Sweat and Stanley Poole (1961, Krev, pot a Stanley Poole), divadelní hra z vojenského prostředí napsaná společně s bratrem Jamesem Goldmanem.
- A Family Affair (1962, Rodinná aféra), muzikál, společně s Jamesem Goldmanem, hudba John Kander.
- The Man Who Owned Chicago (1963, Muž, který vlastnil Chicago, muzikál, společně s Jamesem Goldmanem, hudba John Kander.

### Filmové scénáře
- Masquerade (1965, Fraška), spoluautor. britská kriminální filmová komedie, režie Basil Dearden, v hlavních rolích Cliff Robertson a Jack Hawkins.
- Harper (1966), americké kriminální drama podle románu Rosse Macdonalda Pohyblivý terč, režie Jack Smight, v hlavní roli Paul Newman, Cena Edgara Allana Poea za nejlepší filmový scénář.[10]
- Butch Cassidy and the Sundance Kid (1969, Butch Cassidy a Sundance Kid), americký filmový western, režie George Roy Hill, v hlavních rolích Paul Newman, Robert Redford a Katharine Rossová, Oscar za nejlepší původní scénář.
- The Hot Rock (1972, Ukradený diamant), americká krimnální komedie podle románu Donalda E. Westlaka, režie Peter Yates, v hlavní roli Robert Redford.
- The Stepford Wives (1975, Stepfordské paničky), americký filmový horor podle stejnojmenného románu Iry Levina, režie Bryan Forbes, v hlavní roli Katharine Rossová.
- The Great Waldo Pepper (1975, Velký Waldo Pepper), americké filmové drama, režie George Roy Hill, v hlavní roli Robert Redford.
- Marathon Man (1976, Maratónec), americký thriller, scénář podle vlastního románu, režie John Schlesinger, v hlavních rolích Dustin Hoffman a Laurence Olivier.
- All the President's Men (1976, Všichni prezidentovi muži, americké filmové drama podle románu Boba Woodwarda a Carla Bernsteina, režie Alan J. Pakula, v hlavních rolích Dustin Hoffman a Robert Redford, Oscar za nejlepší adaptovaný scénář.
- A Bridge Too Far (1977, Příliš vzdálený most, americký válečný film podle knihy Cornelia Ryana, režie Richard Attenborough, v hlavních rolích Sean Connery, Anthony Hopkins a Robert Redford.
- Magic (1978, Kouzlo), americký horor, scénář podle vlastního románu, režie Richard Attenborough, v hlavní roli Anthony Hopkins, Cena Edgara Allana Poea za nejlepší filmový scénář.[10]
- Mr. Horn (1979), americký western (televizní film), režie Jack Starrett.
- Heat (1986, Žár), americký thriller, scénář podle vlastního románu, režie Dick Richards a Jerry Jameson.
- The Princess Bride (1987, Princezna nevěsta), americký fantasy film, scénář podle vlastního románu, režie Rob Reiner.
- Misery (1990, Misery nechce zemřít), americký thriller podle románu Misery od Stephena Kinga, režie Rob Reiner, v hlavní roli James Caan a Kathy Batesová.
- Year of the Comet (1992, Rok komety), americká komedie, režie Peter Yates.
- Memoirs of an Invisible Man (1992, Neviditelný na útěku), americký sci-fi film, režie John Carpenter.
- Chaplin (1992, Chaplin), spoluautor, americký životopisný film podle vzpomínek Charlie Chaplina, režie Richard Attenborough, v hlavní roli Robert Downey Jr.
- Last Action Hero (1993, Poslední akční hrdina), spoluautor, americká akční komedie, režie John McTiernan, v hlavních rolích Arnold Schwarzenegger, Austin O'Brien a Anthony Quinn.
- Maverick (1994), americký western podle televizního seriálu Royho Hugginse, režie Richard Donner, v hlavních rolích Mel Gibson, Jodie Fosterová a James Garner.
- The Chamber (1996, Cela smrti), spoluautor, americký thriller podle knihy Johna Grishama, režie James Foley, v hlavních rolích Chris O'Donnell a Gene Hackman.
- The Ghost and the Darkness (1996, Lovci lvů), americký dobrodružný film založený na skutečné události známé jako lidožraví lvi z Tsava, režie Stephen Hopkins, v hlavních rolích Michael Douglas a Val Kilmer.
- Fierce Creatures (1997, Divoká stvoření), spoluautor, britsko-americká bláznivá komedie, režie Robert Young a Fred Schepisi.
- Absolute Power (1997, Absolutní moc), americký thriller podle románu Davida Baldacciho, režie Clint Eastwood, v hlavních rolích Clint Eastwood a Gene Hackman.
- The General's Daughter (1999, Generálova dcera), americký mysteriózní thriller podle románu Nelsona DeMilla, režie Simon West, v hlavních rolích John Travolta a Madeleine Stowe.
- Hearts in Atlantis (2001, Srdce v Atlantidě), americký mysteriózní thriller podle knihy Stephena Kinga, režie Scott Hicks, v hlavní roli Anthony Hopkins.
- Dreamcatcher (2003, Pavučina snů), americký sci.fi horor podle stejnojmenného románu Stephena Kinga, režie Lawrence Kasdan, v hlavní roli Damian Lewis.
- Wild Card (2015, Divoká karta), americký thriller, scénář podle vlastního románu Heat, režie Simon West.[11]